# Глобеново
Глобеново — деревня в Буйском районе Костромской области. Входит в состав Барановского сельского поселения.

## География
Находится в западной части Костромской области на расстоянии приблизительно 6 км на северо-восток по прямой от районного центра города Буй.

## История
В 1872 году здесь было учтено 11 дворов, в 1907 году — 21.

## Население
Постоянное население составляло 89 человек (1872 год), 130 (1897), 147 (1907), 1 в 2002 году (русские 100 %), 8 в 2022.